# Pardies-Piétat
Pour les articles homonymes, voir Pardies (homonymie).
Pardies-Piétat [paʁdis pjetat] est une commune française située dans le département des Pyrénées-Atlantiques, en région Nouvelle-Aquitaine.

## Géographie

### Localisation
La commune de Pardies-Piétat se trouve dans le département des Pyrénées-Atlantiques, en région Nouvelle-Aquitaine.
Elle se situe à 13 km par la route de Pau, préfecture du département, et à 5,4 km de Nay, bureau centralisateur du canton d'Ouzom, Gave et Rives du Neez dont dépend la commune depuis 2015 pour les élections départementales.
La commune fait en outre partie du bassin de vie de Pau.
Les communes les plus proches sont : 
Saint-Abit (1,0 km), Baliros (1,7 km), Arros-de-Nay (1,9 km), Bourdettes (2,8 km), Boeil-Bezing (2,8 km), Bordes (2,9 km), Baudreix (3,5 km), Assat (4,0 km).
Sur le plan historique et culturel, Pardies-Piétat fait partie de la province du Béarn, qui fut également un État et qui présente une unité historique et culturelle à laquelle s’oppose une diversité frappante de paysages au relief tourmenté.

### Communes limitrophes
Les communes limitrophes sont  Baliros, Boeil-Bezing, Bordes, Bosdarros, Narcastet et Saint-Abit.
| Narcastet (par un quadripoint) | Baliros        | Bordes       |
| Bosdarros                      | Pardies-Piétat | Boeil-Bezing |
|                                | Saint-Abit     |              |

### Hydrographie

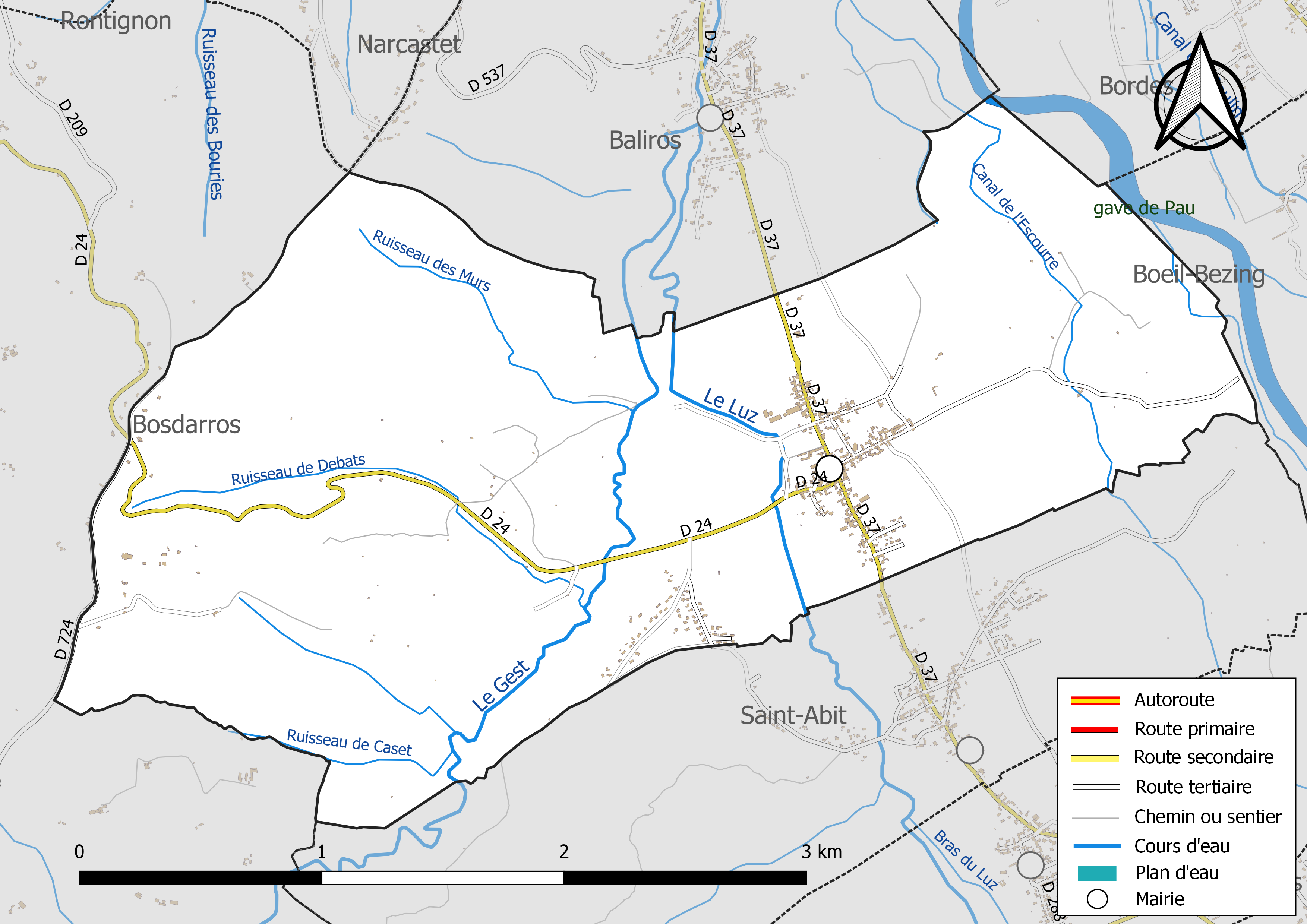
Réseaux hydrographique et routier de Pardies-Piétat.

La commune est drainée par le Gest, le Luz, le canal de l'Escourre, le ruisseau de Caset, le ruisseau de Debats, le ruisseau des Murs, et par divers petits cours d'eau, constituant un réseau hydrographique de 12 km de longueur totale,.
Le Gest, d'une longueur totale de 14,7 km, prend sa source dans la commune de Lys et s'écoule du sud-ouest vers le nord-ouest. Il traverse la commune et se jette dans le Luz à Baliros.
Le Luz, d'une longueur totale de 15,2 km, prend sa source dans la commune de Lys et s'écoule du sud vers le nord. Il traverse la commune et se jette dans le gave de Pau à Assat, après avoir traversé 9 communes.

### Climat
Pour des articles plus généraux, voir Climat de la Nouvelle-Aquitaine et Climat des Pyrénées-Atlantiques.
Historiquement, la commune est exposée à un climat de montagne.  
En 2020, Météo-France publie une typologie des climats de la France métropolitaine dans laquelle la commune est toujours exposée à un climat de montagne et est dans la région climatique Pyrénées atlantiques, caractérisée par une pluviométrie élevée (>1 200 mm/an) en toutes saisons, des hivers très doux (7,5 °C en plaine) et des vents faibles.
Pour la période 1971-2000, la température annuelle moyenne est de 13,1 °C, avec une amplitude thermique annuelle de 13,9 °C. Le cumul annuel moyen de précipitations est de 1 349 mm, avec 11,3 jours de précipitations en janvier et 9,2 jours en juillet. Pour la période 1991-2020, la température moyenne annuelle observée sur la station météorologique la plus proche, située sur la commune de Bénéjacq à 7 km à vol d'oiseau, est de 13,4 °C et le cumul annuel moyen de précipitations est de 1 244,1 mm,. Pour l'avenir, les paramètres climatiques de la commune estimés pour 2050 selon différents scénarios d’émission de gaz à effet de serre sont consultables sur un site dédié publié par Météo-France en novembre 2022.

### Milieux naturels et biodiversité

#### Réseau Natura 2000
Le réseau Natura 2000 est un réseau écologique européen de sites naturels d'intérêt écologique élaboré à partir des Directives « Habitats » et « Oiseaux », constitué de zones spéciales de conservation (ZSC) et de zones de protection spéciale (ZPS).
Un site Natura 2000 a été défini sur la commune au titre de la « directive Habitats » : le « gave de Pau », d'une superficie de 8 194 ha, un vaste réseau hydrographique avec un système de saligues encore vivace,.

#### Zones naturelles d'intérêt écologique, faunistique et floristique
L’inventaire des zones naturelles d'intérêt écologique, faunistique et floristique (ZNIEFF) a pour objectif de réaliser une couverture des zones les plus intéressantes sur le plan écologique, essentiellement dans la perspective d’améliorer la connaissance du patrimoine naturel national et de fournir aux différents décideurs un outil d’aide à la prise en compte de l’environnement dans l’aménagement du territoire.
Une ZNIEFF de type 1 est recensée sur la commune, : 
les « saligues amont du gave de Pau » (471,99 ha), couvrant 10 communes du département et une ZNIEFF de type 2,, : 
le « réseau hydrographique du gave de Pau et ses annexes hydrauliques » (3 000,84 ha), couvrant 71 communes dont 10 dans les Landes, 59 dans les Pyrénées-Atlantiques et 2 dans les Hautes-Pyrénées.

## Urbanisme

### Typologie
Au 1er janvier 2024, Pardies-Piétat est catégorisée commune rurale à habitat dispersé, selon la nouvelle grille communale de densité à sept niveaux définie par l'Insee en 2022.
Elle appartient à l'unité urbaine de Pau, une agglomération intra-départementale regroupant 55  communes, dont elle est une commune de la banlieue,,. Par ailleurs la commune fait partie de l'aire d'attraction de Pau, dont elle est une commune de la couronne,. Cette aire, qui regroupe 227 communes, est catégorisée dans les aires de 200 000 à moins de 700 000 habitants,.

### Occupation des sols

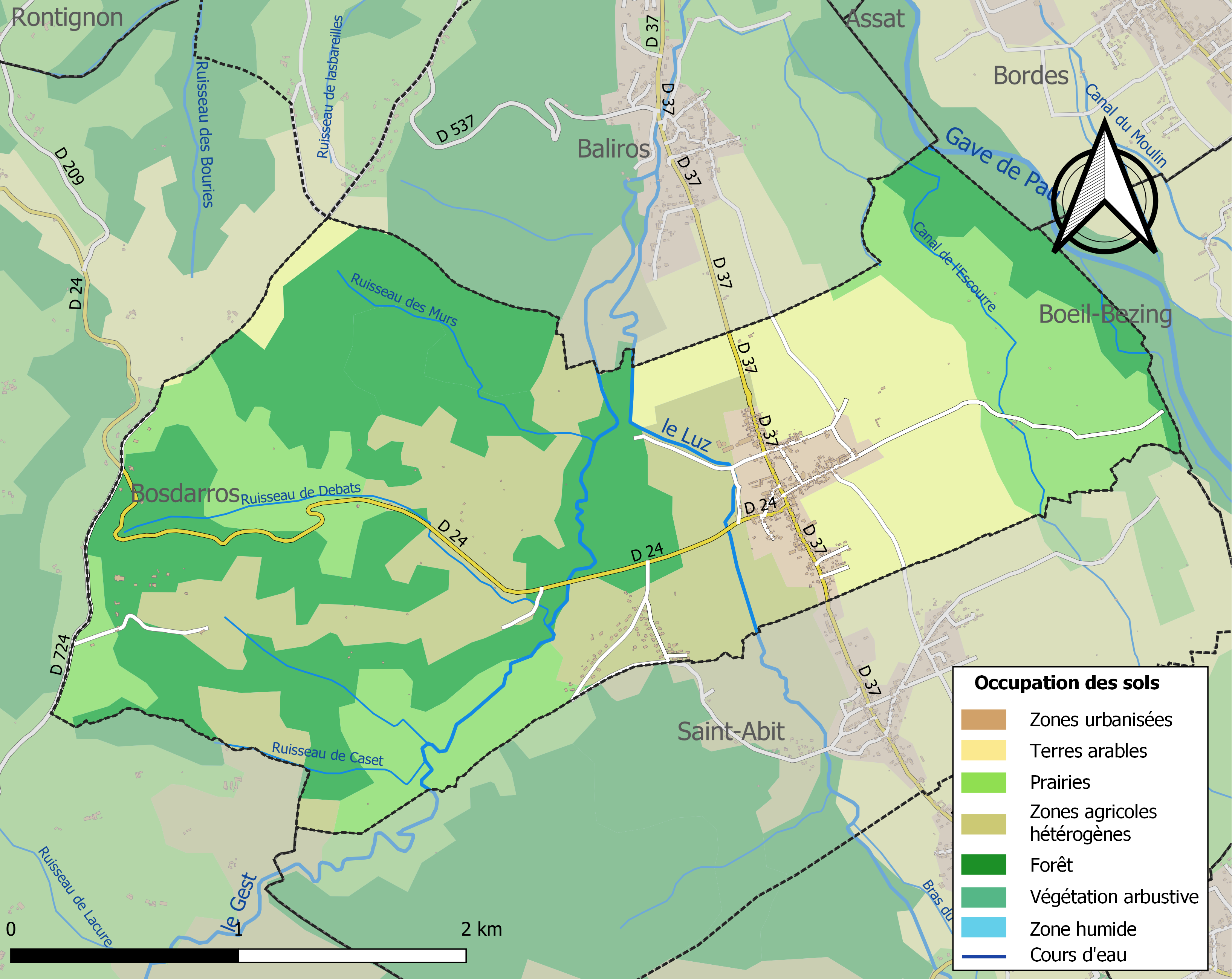
Carte des infrastructures et de l'occupation des sols de la commune en 2018 (CLC).

L'occupation des sols de la commune, telle qu'elle ressort de la base de données européenne d’occupation biophysique des sols Corine Land Cover (CLC), est marquée par l'importance des territoires agricoles (60,2 % en 2018), une proportion identique à celle de 1990 (60,2 %). La répartition détaillée en 2018 est la suivante : 
forêts (36,1 %), prairies (22,8 %), zones agricoles hétérogènes (22,3 %), terres arables (15,1 %), zones urbanisées (3,8 %). L'évolution de l’occupation des sols de la commune et de ses infrastructures peut être observée sur les différentes représentations cartographiques du territoire : la carte de Cassini (XVIIIe siècle), la carte d'état-major (1820-1866) et les cartes ou photos aériennes de l'IGN pour la période actuelle (1950 à aujourd'hui).

### Lieux-dits et hameaux
- Cardède ;
- Lalanne ;
- Village ;
- Testamale ;
- Couts.

### Voies de communication et transports
La commune est desservie par les routes départementales 24, 37 et 724.

### Risques majeurs
Le territoire de la commune de Pardies-Piétat est vulnérable à différents aléas naturels : météorologiques (tempête, orage, neige, grand froid, canicule ou sécheresse), inondations et séisme (sismicité moyenne). Il est également exposé à un risque particulier : le risque de radon. Un site publié par le BRGM permet d'évaluer simplement et rapidement les risques d'un bien localisé soit par son adresse soit par le numéro de sa parcelle.

#### Risques naturels
Certaines parties du territoire communal sont susceptibles d’être affectées par le risque d’inondation par une crue torrentielle ou à montée rapide de cours d'eau, notamment le Luz et le Gest. La commune a été reconnue en état de catastrophe naturelle au titre des dommages causés par les inondations et coulées de boue survenues en 1982, 1997, 2007 et 2009,.

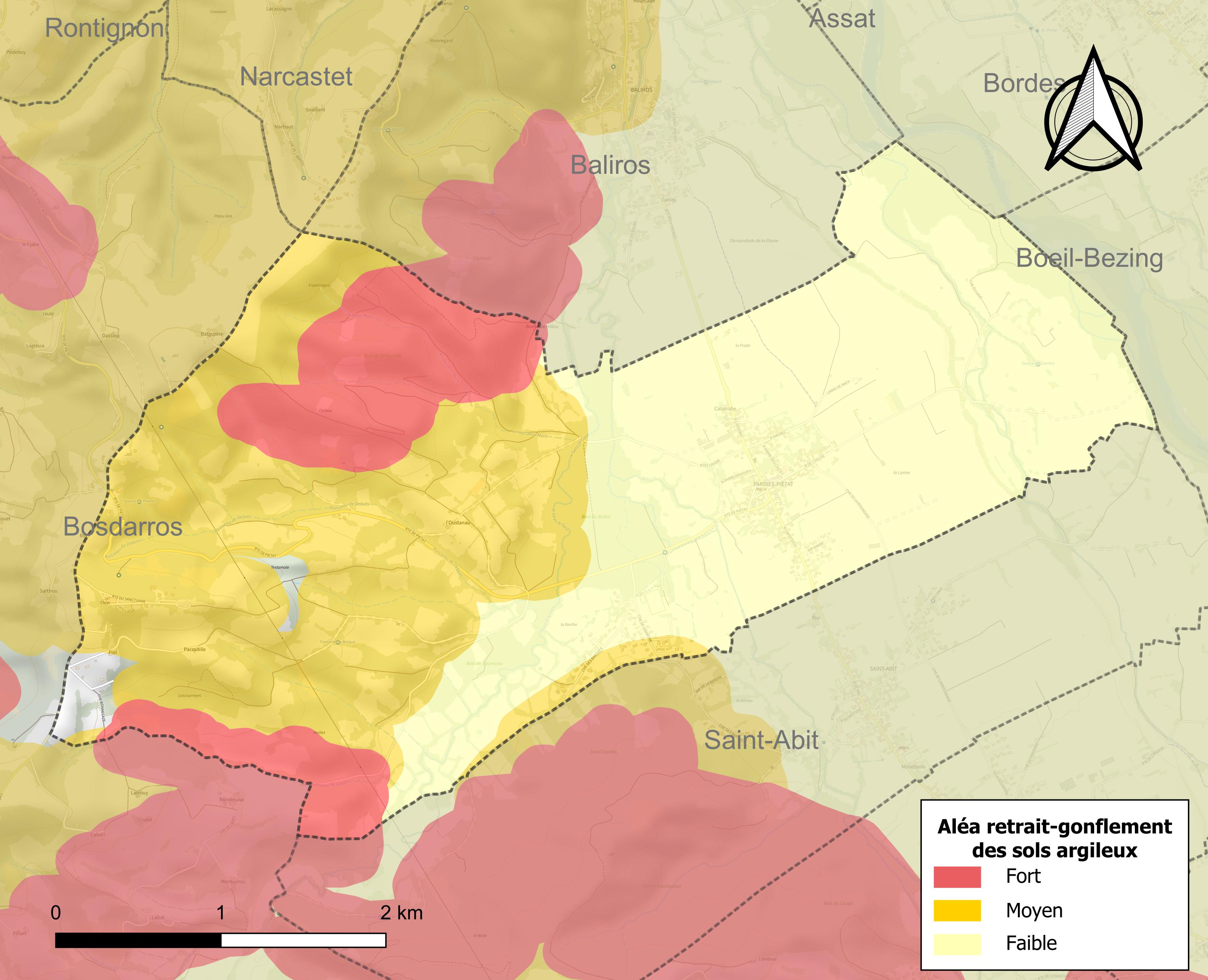
Carte des zones d'aléa retrait-gonflement des sols argileux de Pardies-Piétat.

Le retrait-gonflement des sols argileux est susceptible d'engendrer des dommages importants aux bâtiments en cas d’alternance de périodes de sécheresse et de pluie. 51,6 % de la superficie communale est en aléa moyen ou fort (59 % au niveau départemental et 48,5 % au niveau national). Depuis le 1er octobre 2020, en application de la loi ELAN, différentes contraintes s'imposent aux vendeurs, maîtres d'ouvrages ou constructeurs de biens situés dans une zone classée en aléa moyen ou fort,.

#### Risque particulier
Dans plusieurs parties du territoire national, le radon, accumulé dans certains logements ou autres locaux, peut constituer une source significative d’exposition de la population aux rayonnements ionisants. Selon la classification de 2018, la commune de Pardies-Piétat est classée en zone 2, à savoir zone à potentiel radon faible mais sur lesquelles des facteurs géologiques particuliers peuvent faciliter le transfert du radon vers les bâtiments.

## Toponymie
Le toponyme Pardies apparaît sous les formes Bardinœ (XIe siècle, cartulaire de l'abbaye de Saint-Pé), Pardies de Lissarre (1385, censier de Béarn), Pardies de Lixarra (1450, règlement de la Cour Majour), Pardiees de Lixarre et la seigneurie de Pardees (respectivement 1535 et 1675, réformation de Béarn).
Le toponyme Piétat, hameau de Pardies et lieu de pèlerinage, doit son nom à une chapelle édifiée au XVIIe siècle, et dédiée à Notre Dame.

## Histoire
Paul Raymond note qu'en 1385, Pardies comptait quarante feux. La commune dépendait du bailliage de Pau.

## Politique et administration

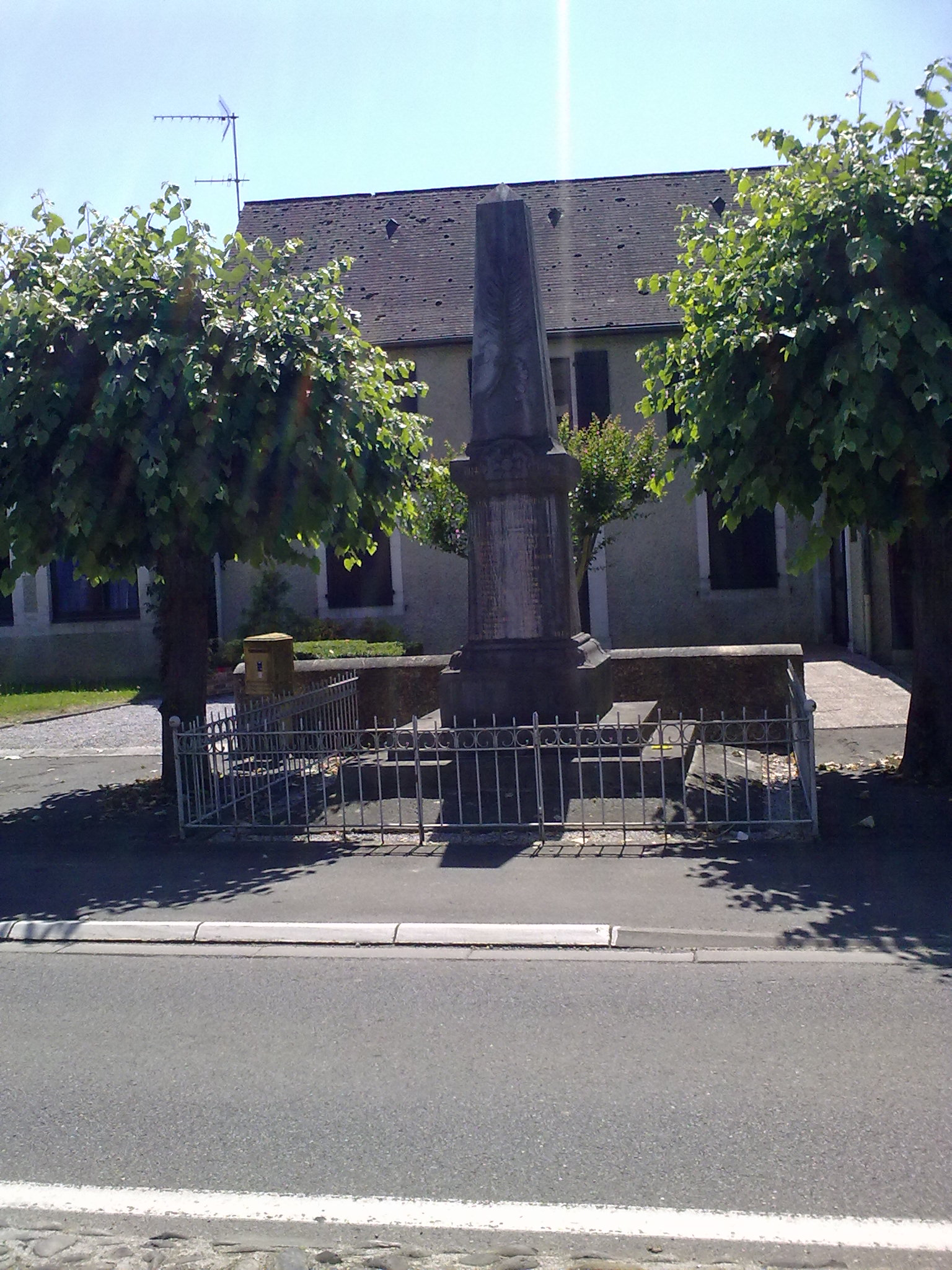
Monument aux morts de Pardies-Piétat.

| Période                                  | Période  | Identité       | Étiquette | Qualité |
| ---------------------------------------- | -------- | -------------- | --------- | ------- |
| 1977                                     | 2020     | Michel Cassou  | PS        |         |
| 2020                                     | En cours | Pascal Cabanne |           |         |
| Les données manquantes sont à compléter. |          |                |           |         |

### Intercommunalité
Pardies-Piétat appartient à sept structures intercommunales :
- la communauté de communes du Pays de Nay ;
- le SIVU du R.P.I. Baliros - Pardies-Piétat - Saint-Abit ;
- le syndicat AEP de la région de Jurançon ;
- le syndicat d'eau potable et d'assainissement du pays de Nay (SEAPAN) ;
- le syndicat d'énergie des Pyrénées-Atlantiques ;
- le syndicat intercommunal de défense contre les inondations du gave de Pau ;
- le syndicat intercommunal de défense contre les inondations du Luz.

La commune accueille le siège du syndicat intercommunal de défense contre les inondations du Luz.

## Population et société

### Démographie
L'évolution du nombre d'habitants est connue à travers les recensements de la population effectués dans la commune depuis 1793. Pour les communes de moins de 10 000 habitants, une enquête de recensement portant sur toute la population est réalisée tous les cinq ans, les populations de référence des années intermédiaires étant quant à elles estimées par interpolation ou extrapolation. Pour la commune, le premier recensement exhaustif entrant dans le cadre du nouveau dispositif a été réalisé en 2007.

En 2022, la commune comptait 447 habitants, en stagnation par rapport à 2016 (Pyrénées-Atlantiques : +3,78 %, France hors Mayotte : +2,11 %).
| 1793 | 1800 | 1806 | 1821 | 1831 | 1836 | 1841 | 1846 | 1851 |
| ---- | ---- | ---- | ---- | ---- | ---- | ---- | ---- | ---- |
| 512  | 521  | 448  | 582  | 585  | 587  | 601  | 579  | 584  |

| 1856 | 1861 | 1866 | 1872 | 1876 | 1881 | 1886 | 1891 | 1896 |
| ---- | ---- | ---- | ---- | ---- | ---- | ---- | ---- | ---- |
| 574  | 547  | 559  | 515  | 508  | 484  | 503  | 506  | 484  |

| 1901 | 1906 | 1911 | 1921 | 1926 | 1931 | 1936 | 1946 | 1954 |
| ---- | ---- | ---- | ---- | ---- | ---- | ---- | ---- | ---- |
| 470  | 457  | 404  | 373  | 377  | 374  | 341  | 313  | 287  |

| 1962 | 1968 | 1975 | 1982 | 1990 | 1999 | 2006 | 2007 | 2012 |
| ---- | ---- | ---- | ---- | ---- | ---- | ---- | ---- | ---- |
| 329  | 320  | 303  | 302  | 365  | 377  | 431  | 440  | 439  |

| 2017 | 2022 | - | - | - | - | - | - | - |
| ---- | ---- | - | - | - | - | - | - | - |
| 448  | 447  | - | - | - | - | - | - | - |

Pardies-Piétat fait partie de l'aire d'attraction de Pau.

## Économie
La commune fait partie de la zone d'appellation de l'ossau-iraty.

## Culture locale et patrimoine

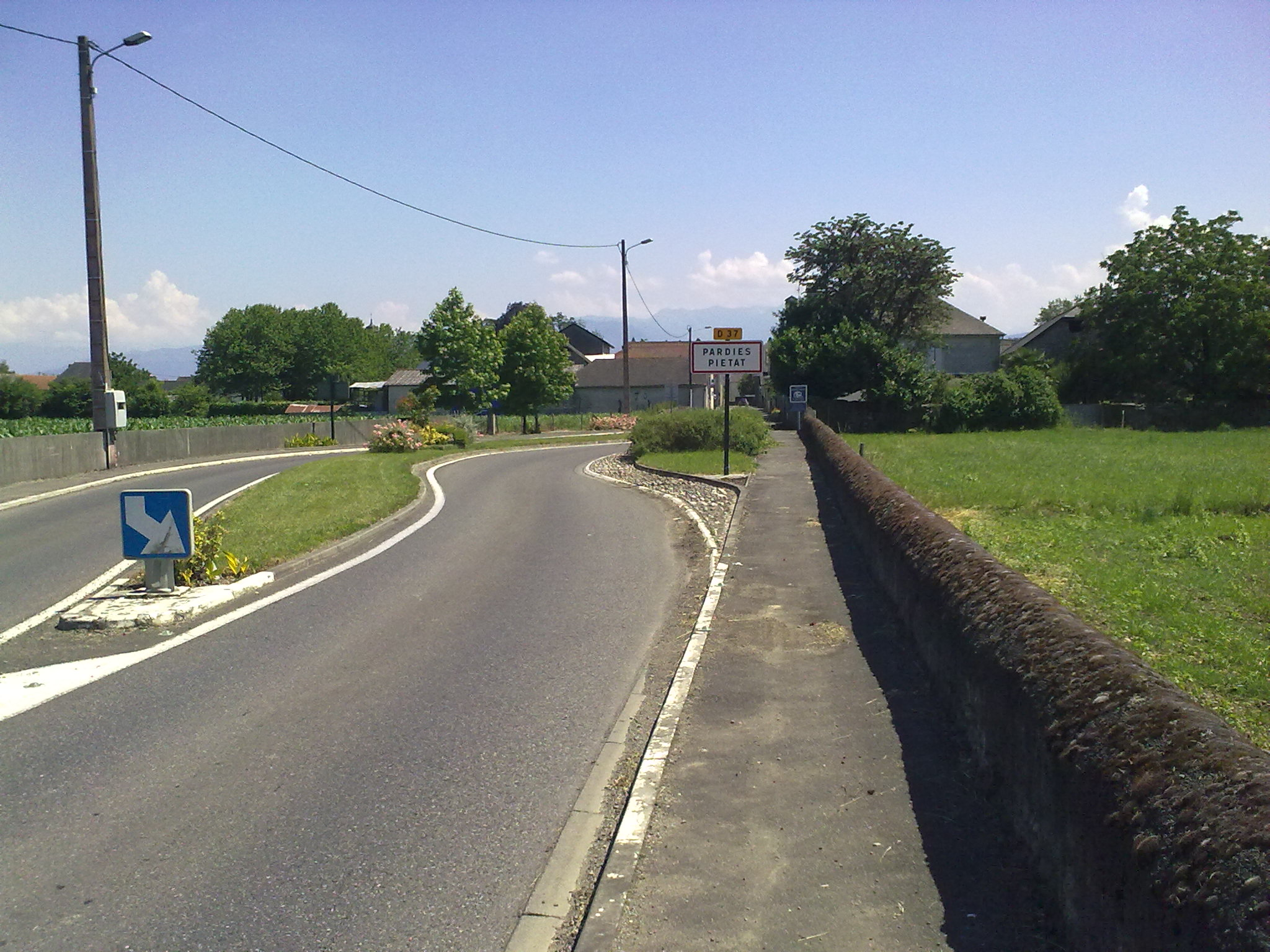
Entrée dans Pardies-Piétat.

### Patrimoine civil
On trouve à Pardies-Piétat un château datant du début du XVIIIe siècle.

### Patrimoine religieux
La chapelle Notre-Dame-de-Piétat date partiellement de la fin du XVIIe siècle alors que l'église Saint-Michel fut édifiée au XIXe siècle.

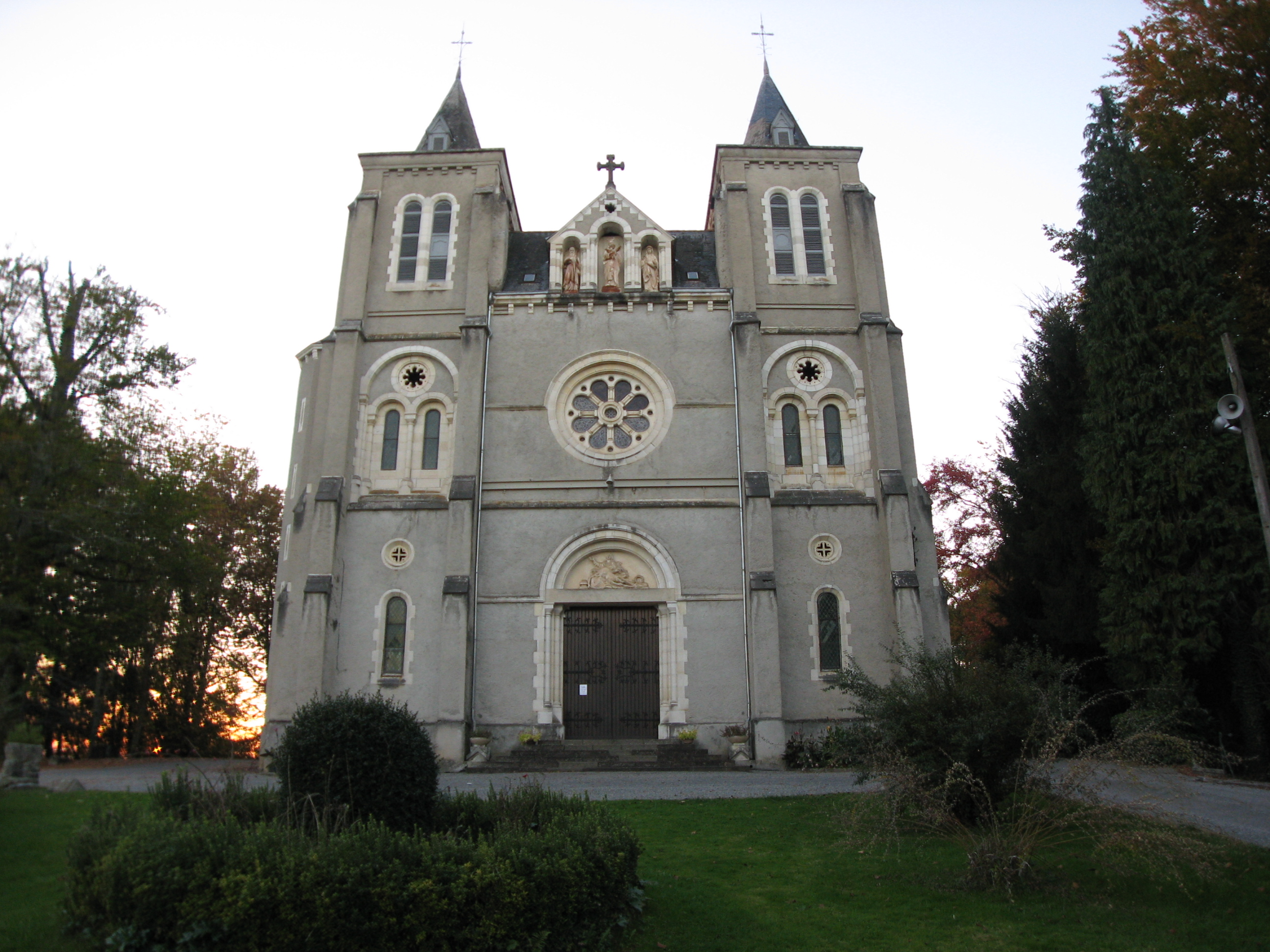
Chapelle Notre-Dame-de-Piétat.

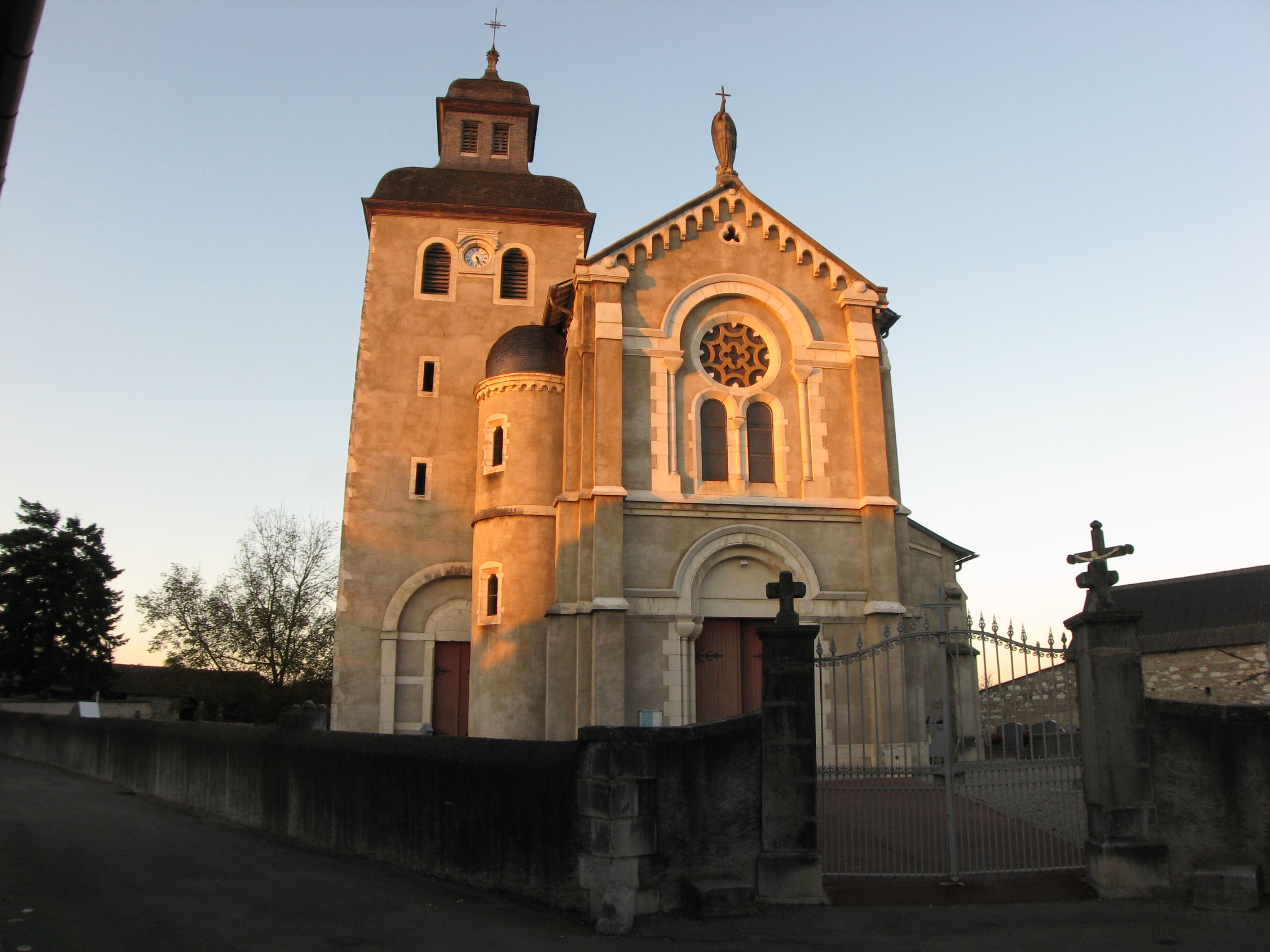
Église Saint-Michel au centre-ville.

## Équipements
Éducation
Pardies-Piétat participe au regroupement pédagogique intercommunal (R.P.I.) de Baliros - Pardies-Piétat - Saint-Abit, qui rassemble les écoles primaires de Baliros et Pardies-Piétat.